# Blauer Marlin
Der Blaue Marlin (Makaira nigricans, von lat. nigricans, schwärzlich, dunkel) ist ein großer, im Atlantik und Indopazifik lebender Raubfisch. Er lebt im offenen Ozean, nähert sich nur wenig den Küsten und ernährt sich von anderen Fischen und von Kopffüßern. Die Art wird wegen des langfristigen, starken Rückgangs der Population von der IUCN auf der Roten Liste als gefährdet (vulnerable) eingestuft.

## Verbreitung
Der Blaue Marlin ist von allen Speerfischen am meisten an ein tropisches Klima gebunden, kommt vor allem in tropischen und subtropischen Bereichen des Atlantiks vor und ist, nach den Fangzahlen der Fischerei zu urteilen, im wärmeren Westatlantik häufiger als im Ostatlantik. Sein Verbreitungsgebiet reicht im nördlichen Atlantik von 40° bis 45° nördlicher Breite bis 40° südlicher Breite im westlichen Südatlantik, 30°S im zentralen Südatlantik und 35°S im östlichen Südatlantik. Vor der Küste Afrikas leben die Fische vor allem zwischen 25°N und 25°S. Außerdem kommt die Art auch im Indischen Ozean und tropischen Pazifik vor. Die indopazifischen Populationen wurden zeitweise als eigene Art (Makaira mazara) gezählt. Da er Augen und Gehirn aufheizen kann, machen ihm gelegentliche Vorstöße in kühlere Gewässer (< 21 °C) keine Schwierigkeiten.

## Merkmale

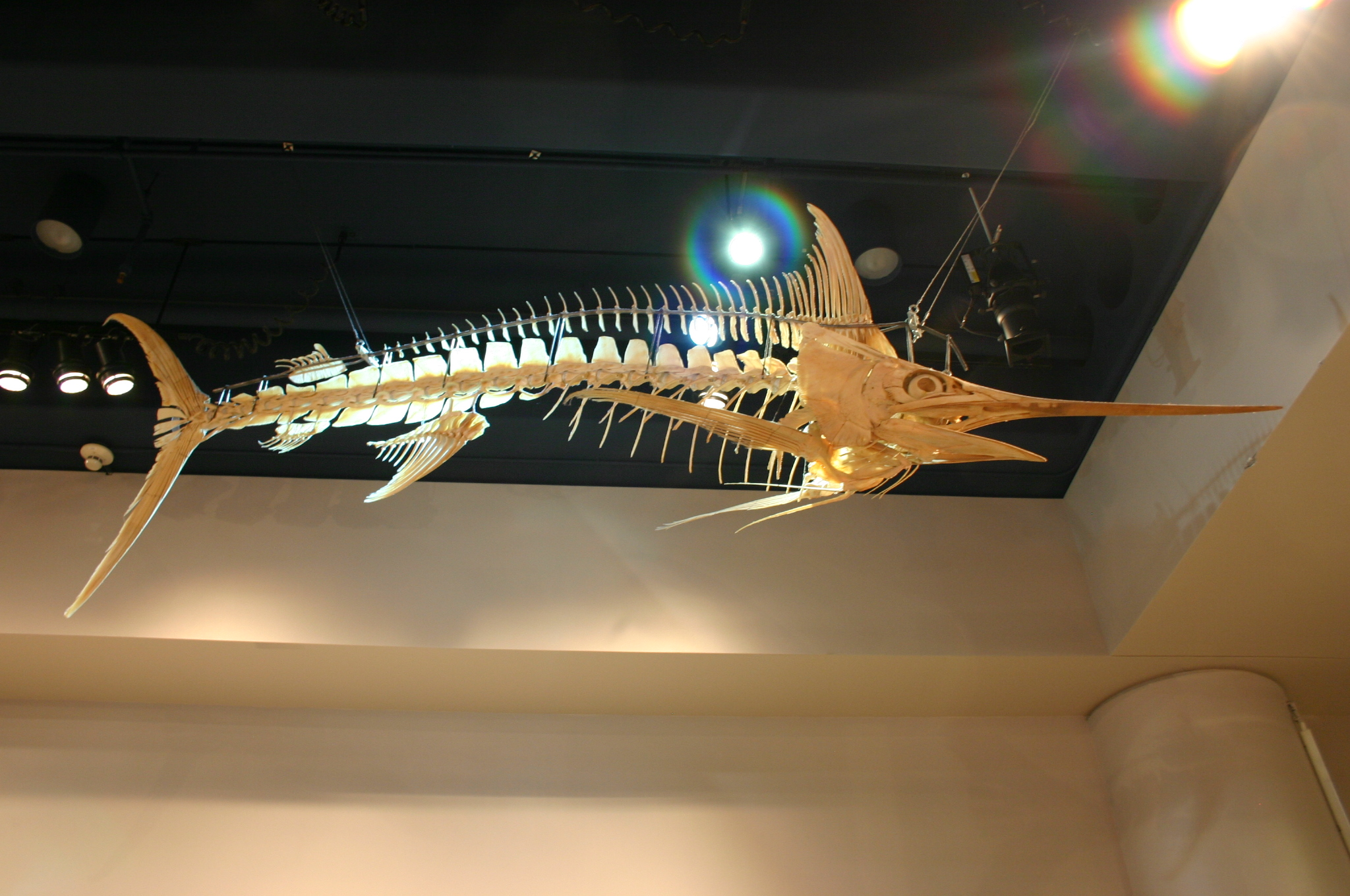
Skelett des Blauen Marlin im North Carolina Museum of Natural Sciences

Der Blaue Marlin hat einen langgestreckten, seitlich nur wenig abgeflachten Körper. Er wird von dicken, länglichen Schuppen bedeckt, die tief in der Haut versenkt sind, mit meist nur je einer hinteren Spitze, manchmal mit zwei, selten mit drei Spitzen. Das Schwert ist lang, an der Basis dick und im Querschnitt rund. Das Kopfprofil ist steil, der Körper ist vorne, direkt hinter dem Kopf, am höchsten und fällt nach hinten immer mehr ab. Von den beiden Rückenflossen ist die erste lang und zieht sich über den größten Teil der Körperlänge. Ihr spitz aufragender erster Abschnitt ist hoch, aber immer niedriger als die Körperhöhe. Sie beginnt über dem Hinterrand des Kiemendeckels, reicht bis kurz vor der zweiten Rückenflosse und wird von 39 bis 43 Flossenstrahlen gestützt. Die zweite Rückenflosse besitzt sechs bis sieben Flossenstrahlen und ist symmetrisch zur zweiten Afterflosse, die die gleiche Anzahl von Flossenstrahlen besitzt. Die größere erste Afterflosse hat 13 bis 16 Flossenstrahlen. Der Anus befindet sich kurz vor der ersten Afterflosse. Die sichelförmigen Brustflossen werden von 19 bis 22 Flossenstrahlen gestützt. Sie können sehr eng an den Körper angelegt werden. Die etwas kürzeren, stabförmigen Bauchflossen stehen ganz eng und können in eine Furche eingelegt werden. Ihre Flossenmembran ist nur wenig ausgebildet. Der Schwanzflossenstiel ist seitlich abgeflacht und trägt zur Stabilisierung auf jeder Seite zwei starke knorpelige Kiele. Alle Flossenstrahlen sind unsegmentiert und nicht gegliedert. Die Schwimmweise der Marline ist carangiform (Schwanz kompress).
Der Blaue Marlin besitzt 24 Wirbel, davon elf Wirbel vor dem Anus und 13 Schwanzwirbel. Auf den Kiefer-, den Gaumenknochen und dem Vomer stehen winzige Zähne. Die Branchiostegalmembranen sind vollständig zusammengewachsen. Kiemenreusenstrahlen fehlen. Das Skelett zeigt eine sklerale Knochenhülle um das Auge, das auch bei starker Beanspruchung durch schnelles Schwimmen nicht deformiert wird. Das Seitenliniensystem bildet ein maschendrahtartiges Netzwerk, das bei noch nicht geschlechtsreifen Tieren gut sichtbar ist, bei älteren Marlinen aber immer mehr von Haut bedeckt wird und bei ausgewachsenen gefangenen Tieren nur sichtbar wird, wenn die Oberhaut entfernt wird.
Über die Länge und das Maximalgewicht der Fische gibt es unterschiedliche Angaben. Die Länge der bei der Langleinenfischerei gefangenen Tiere liegt für gewöhnlich zwischen 2,30 und 3,45 Meter, wovon 2,0 bis 2,75 die Körperlänge ausmachen. Hochseeangler berichteten auch 680 kg schwere Marline gefangen zu haben. Das höchste von der International Game Fish Association bestätigte Gewicht lag bei 581,51 kg, das zweitschwerste Exemplar wog 461,98 kg.
Der Rücken ist schwarzblau-, der Bauch weißsilbern. Auf der Rückenseite stehen 15 schmale, kobaltblaue Bänder, die aus runden Punkten oder schmalen Streifen zusammengesetzt sind und deren Kontrast von der Stimmung abhängt. Die Rückenflosse ist dunkelblau bis schwarz ohne Punkte oder sonstige Markierungen. Die übrigen Flossen sind eher braunschwarz mit blauem Schimmer bei einigen Individuen, die Afterflossen sind an der Basis silbrigweiß.

## Wanderungen
Der Blaue Marlin ist eine das Epipelagial (die oberen 200 Meter) der offenen Ozeane bewohnende Art. Die wärmeliebenden Fische bevorzugen Wassertemperaturen zwischen 22 und 31 °C. Im Unterschied zum Fächerfisch (Istiophorus albicans) bildet er nur selten Schulen und lebt meist als Einzelgänger. Zwischen der Farbe des Wassers und dem Auftreten der weit wandernden Art scheint es einen Zusammenhang zu geben, zumindest im nördlichen Golf von Mexiko wird er vor allem in blauem Wasser beobachtet. Im westlichen Atlantik halten sich die meisten Fische von Januar bis April zwischen 5° und 30°S auf, von Juni bis Oktober zwischen 10° und 35°N. Im Mai, im November und Dezember scheinen die Tiere zu wandern. Im nördlichen Golf von Mexiko fangen Angler den Blauen Marlin am häufigsten, wenn die Fänge des Weißen Marlin (Kajikia albida) am geringsten sind und umgekehrt.

## Ernährung
Der Blaue Marlin jagt vor allem nah der Meeresoberfläche. Dabei erbeutet er vor allem andere große, schnell schwimmende Raubfische, wie Goldmakrelen, Makrelen und thunfischartige Fische, wie die Bonitos. Die Größe der Beutefische liegt zwischen 20 cm und einem Meter, die der erbeuteten Kopffüßer zwischen 15 cm und 60 cm. Bei Magenuntersuchungen wurde in einem etwa 135 kg schweren atlantischen Blauen Marlin ein 11 kg schwerer Kalmar gefunden, ein im Golf von Guinea gefangenes 290 kg schweres Tier hatte einen 50 kg schweren Großaugen-Thun verschluckt. Der Fund von Tiefseefischen wie Pseudoscopelus in den Mägen der Marline zeigt, dass sie hin und wieder auch größere Wassertiefen für den Beutefang aufsuchen. Dabei vermeiden sie die Nachtstunden und scheinen den Vormittag zu bevorzugen.

## Fortpflanzung
Die Fortpflanzungszeit und die Laichgründe der Marline sind nur ungenügend bekannt. Die Geschlechtsreife tritt mit einem Alter von zwei bis vier Jahren ein. In einer Saison kann ein Weibchen viermal ablaichen, ein 124 kg schweres Weibchen kann bis zu sieben Millionen Eier abgeben. Im Nordatlantik laichen sie von Juli bis Oktober. Bisher hat man vor der Küste der südöstlichen USA und in der Karibik nur Larven und Jungfische gefangen. Die Eier der Fische sind transparent, weißlich bis gelb und haben einen Durchmesser von einem Millimeter.

## Systematik
Der Blaue Marlin gehört zur Familie der Speerfische (Istiophoridae), zu der auch der Fächerfisch (Istiophorus platypterus) sowie weitere Marlin- und Speerfischarten gehören. Die Speerfische unterscheiden sich durch einige Merkmale von ihren Verwandten, den Schwertfischen: Letztere besitzen ein abgeflachtes, an den Seiten scharfes Schwert, während dieses bei Speerfischen im Querschnitt rund ist. Zudem fehlen bei Schwertfischen Zähne, Bauchflossen, Becken und jeweils ein Kiel auf jeder Seite des Schwanzstiels – Fächer- und Speerfische hingegen besitzen zwei Kiele pro Seite. Neben Makaira nigricans wurde auch der Indopazifische Blaue Marlin (Makaira mazara (Jordan & Snyder 1901)) beschrieben. Beide Arten unterscheiden sich nur im Muster des Seitenliniensystems, das bei der indopazifischen Art einfacher ist, und ähneln sich ansonsten so stark, dass die Wissenschaftler zunehmend nur noch Makaira nigricans als pantropische Art anerkennen und Makaira mazara zum Synonym des ersten machen. Auch auf genetischer Ebene sind keine Unterschiede gefunden worden, die eine Trennung in zwei Arten rechtfertigen würden. Die Blauen Marline sind die Schwestergruppe des Fächerfischs. Zusammen mit diesem sind sie die Schwestergruppe aller übrigen Marline und Speerfische.
Ein durch die Analyse von Mitochondrien-DNA und dem Prinzip der Maximalen Sparsamkeit errechnetes Kladogramm zeigt die Verwandtschaftsverhältnisse aller Schwertfischartigen (Xiphioidei (Istiophoridae und Xiphidae)):

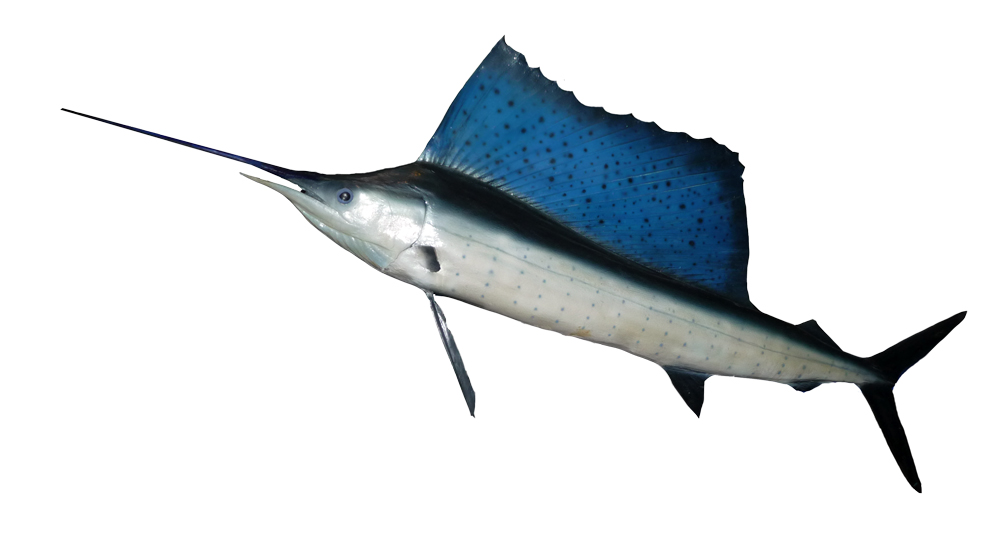
Fächerfisch (Istiophorus platypterus)

|  | \| \| Fächerfisch (Istiophorus platypterus) \| \| \| \| \| \| Blauer Marlin (Makaira nigricans) \| \| \| \| |
|  | |
|  | übrige Marline und Speerfische                                                                              |
|  | |
|  | Fächerfisch (Istiophorus platypterus)                                                                       |
|  | |
|  | Blauer Marlin (Makaira nigricans)                                                                           |
|  | |

|  | Fächerfisch (Istiophorus platypterus) |
|  |                                       |
|  | Blauer Marlin (Makaira nigricans)     |
|  |                                       |

|  | \| \| Fächerfisch (Istiophorus platypterus) \| \| \| \| \| \| Blauer Marlin (Makaira nigricans) \| \| \| \| |
|  | |
|  | übrige Marline und Speerfische                                                                              |
|  | |
|  | Fächerfisch (Istiophorus platypterus)                                                                       |
|  | |
|  | Blauer Marlin (Makaira nigricans)                                                                           |
|  | |

|  | Fächerfisch (Istiophorus platypterus) |
|  |                                       |
|  | Blauer Marlin (Makaira nigricans)     |
|  |                                       |

## Fischerei und Bestand

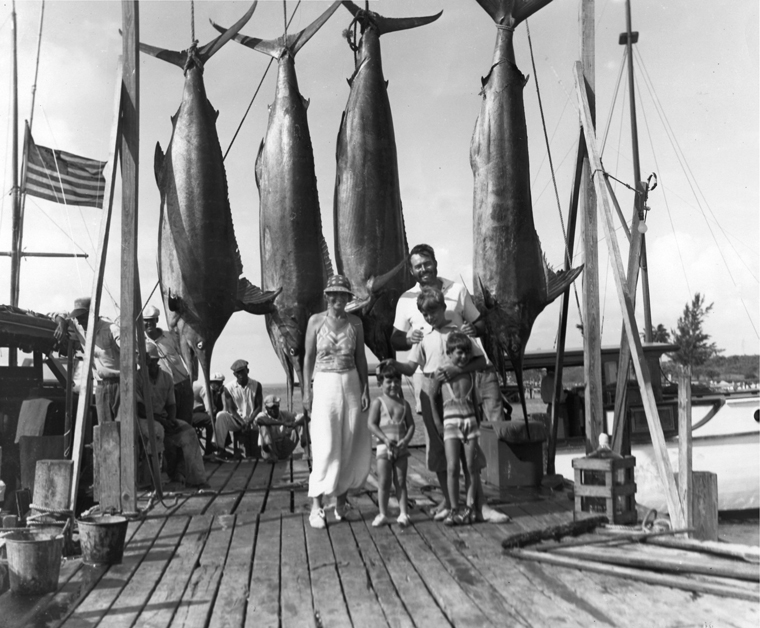
Ernest Hemingway mit Familie und vier gefangenen blauen Marlinen.

Der Blaue Marlin hat ein exzellentes Fleisch und ist ein geschätzter Speisefisch. Zum Fang benutzt man Langleinen, Harpunen und Netze. Wegen seiner Größe und Wildheit ist er eine begehrte Trophäe für Hochseeangler. Beim Versuch, sich von der Schnur zu befreien, liefert der Marlin einen langandauernden Kampf und schießt in spektakulären Sprüngen aus dem Wasser.
Die IUCN stuft den Blauen Marlin unter Berücksichtigung der atlantischen und indopazifischen Populationen als gefährdet (vulnerable) ein. Sowohl im Atlantik als auch im Indischen Ozean gilt der Bestand als überfischt und wird weiterhin überfischt. Die pazifische Population, welche etwa 57 % der globalen Population darstellt, ging im Zeitraum dreier Generationen der Art zwischen 1987 und 2014 geschätzt um 48 % zurück. Im selben Zeitraum sank die weltweite Population um ca. 33–37 %.

## Trivia
Einen Blauen Marlin hat Ernest Hemingway 1951 in der Novelle Der alte Mann und das Meer verewigt.